# ONE PIECE “3D2Y” 跨越艾斯之死! 魯夫與夥伴的誓言
《ONE PIECE  跨越艾斯之死！ 魯夫與夥伴的誓言》是電視動畫《ONE PIECE》的特別節目，於2014年8月30日在日本富士電視台播出。

## 製作
該2小時特別節目為慶祝本作《ONE PIECE》電視動畫已播映15周年。為「週六PREMIUM」時段播出的《ONE PIECE》電視特別篇第四彈。
至於本作是原作與動畫未曾敘述過的故事為完全新作，劇情主要敘述魯夫在在暗號《3D2Y》中寄託的含義及「頂點戰爭」2年間霸氣的修行。

## 劇情簡介
頂上戰爭結束之後，失去哥哥艾斯的魯夫平復悲傷的情緒，他為了讓自己的實力能夠強到保護好自己最重要的同伴遂在露斯卡納伊島接受雷利的指導進行為期兩年的霸氣修行。就在這個時候，一直被幽禁在推進城Level 6的海賊「班迪·瓦爾德」越獄，並且率領過去的夥伴接連在各地的島嶼挑起事端找海軍麻煩。世界政府為此緊急召集王下七武海，但得知此一消息的瓦爾德卻反過來利用這點，企圖以七武海之一的波雅·漢考克為人質藉機摧毀海軍本部馬林福特。
為了解救漢考克的兩個姐妹桑塔索妮雅及瑪莉歌德，魯夫和漢考克決定與這位沒血沒淚的恐怖海賊以及他的海賊團展開一場大戰。而「鷹眼」密佛格、培羅娜、「小丑」巴其、Mr.3、赤犬、黃猿等人也會加入這場令人激烈的戰鬥中。

## 登場人物

### 原作角色
| 角色名稱               | 配音員               | 配音員               | 配音員               | 備註                 |
| 角色名稱               | 日本                 | 台灣                 | 香港                 | 備註                 |
| 草帽海賊團             | 草帽海賊團           | 草帽海賊團           | 草帽海賊團           | 草帽海賊團           |
| ---------------------- | -------------------- | -------------------- | -------------------- | -------------------- |
| 蒙其·D·魯夫            | 田中真弓             | 詹雅菁               | 周恩恩               |                      |
| 羅羅亞·索隆            | 中井和哉             | 宋克軍               | 張振聲               | 回憶中及片尾前登場   |
| 娜美                   | 岡村明美             | 許淑嬪               | 鄭家蕙               | 回憶中及片尾前登場   |
| 騙人布                 | 山口勝平             | 符爽                 | 黃啟明               | 回憶中及片尾前登場   |
| 賓什莫克·香吉士        | 平田廣明             | 孫中台               | 李家傑               | 回憶中及片尾前登場   |
| 多尼多尼·喬巴          | 大谷育江             | 詹雅菁               | 鄧潔麗               | 回憶中及片尾前登場   |
| 妮可·羅賓              | 山口由里子           | 許淑嬪               | 王慧珠               | 回憶中及片尾前登場   |
| 佛朗基                 | 矢尾一樹             | 符爽                 | 柯偉聰               | 回憶中及片尾前登場   |
| 布魯克                 | 長                   | 宋克軍               | 簡懷甄               | 回憶中及片尾前登場   |
| 九蛇海賊團、亞馬遜百合 |                      |                      |                      |                      |
| 波雅·漢考克            | 三石琴乃             | 錢欣郁               | 鄭家蕙               |                      |
| 紐婆婆                 | 真山亞子             | 汪世瑋               |                      |                      |
| 波雅·桑塔索妮雅        | 齋藤千和             | 許淑嬪               | 陳雪瑩               |                      |
| 波雅·瑪莉哥德          |                      | 汪世瑋               | 朱碧怡               |                      |
| 雛菊                   | 淺野真澄             | 錢欣郁               |                      |                      |
| 香豌豆                 | 松本和香子           | 孫中台               |                      |                      |
| 雅菲蘭朵拉             | 粗忽屋武蔵野店       | 汪世瑋               |                      | 片尾配音表未列出     |
| 金雀花                 | 粗忽屋東京店         | 許淑嬪               |                      | 片尾配音表未列出     |
| 蘭                     | 庄司宇芽香           | 汪世瑋               |                      |                      |
| 海賊                   |                      |                      |                      |                      |
| 雷利                   | 園部啟一             | 宋克軍               | 黃啟明               |                      |
| 鷹眼密佛格             | 掛川裕彦             | 符爽                 | 蔡忠衛               |                      |
| 培羅娜                 | 西原久美子           | 許淑嬪               | 楊婉潼               |                      |
| 巴其海賊團             |                      |                      |                      |                      |
| 巴其                   | 千葉繁               | 孫中台               |                      |                      |
| Mr.3                   | 檜山修之             | 符爽                 |                      |                      |
| 卡巴吉                 | 遠藤守哉             | 符爽                 |                      |                      |
| 摩奇                   | 宗矢樹頼             | 宋克軍               |                      |                      |
| 海軍本部               |                      |                      |                      |                      |
| 赤犬                   | 立木文彥             | 宋克軍               | 梁皓翔               |                      |
| 黃猿                   | 石塚運昇             | 符爽                 |                      |                      |
| 阿鶴                   | 松島實               | 詹雅菁               | 王慧珠               |                      |
| 布蘭紐                 | 山田真一             | 符爽                 |                      |                      |
| 回憶時登場（頂上戰爭） |                      |                      |                      |                      |
| 艾斯                   | 古川登志夫           | 符爽                 | 陳健豪               |                      |
| 艾斯                   | 阪口大助             | 許淑嬪               | 待查詢               | 童年時期             |
| 白鬍子                 | 有本欽隆             | 孫中台               | 鄧榮銾               |                      |
| 吉貝爾                 | 寶龜克壽             | 宋克軍               | 譚漢華               |                      |
| 伊娃柯夫               | 岩田光央             | 宋克軍               |                      |                      |
| 戰國                   | 大川透               | 宋克軍               |                      |                      |
| 卡普                   | 中博史               | 孫中台               |                      |                      |
| 青雉                   | 子安武人             | 孫中台               |                      |                      |
| 馬可                   | 森田成一             | 孫中台               | 李家傑               |                      |
| 比斯塔                 | 高塚正也             | 孫中台               |                      |                      |
| 小歐斯Jr.              | 平井啓二             | 符爽                 |                      |                      |
| 雷電                   | 濱田賢二             | 符爽                 |                      |                      |
| 其他人物               |                      |                      |                      |                      |
| 旁白                   | 大場真人             | 孫中台               | 黃啟明               |                      |
| 薩波                   | ED曲後登場，無台詞。 | ED曲後登場，無台詞。 | ED曲後登場，無台詞。 | ED曲後登場，無台詞。 |

### 瓦爾德海賊團
班迪·瓦爾德
聲優：古田新太（日本）；孟慶府、汪世瑋〈童年時期〉（台灣）；待查詢、王慧珠〈童年時期〉（香港）
瓦爾德海賊團船長，被稱為「世界破壞者」，年齡：78歲（外表看來是45歲時的樣子）。懸賞金額：2億貝里 （入獄前）→ 5億貝里（逃獄後）。
超人系「倍增果實」能力者，能讓接觸到的物體的大小、速度提升上百倍。掌握了六式中的月步和剃以及武裝色霸氣、見聞色霸氣。
推進城LEVEL6的逃獄犯。是曾與哥爾·D·羅傑、艾德華·紐蓋特等一同讓世界政府和海軍畏懼的男人，有著顛覆世界政府的巨大野心，年輕時十分保護哥哥賓杰克。但因為入獄之前的經歷從此性情大變，認為夥伴和船都只是被利用的道具根本沒有必要珍惜他們。三十年前曾帶領海賊團同時對上海軍和與其敵對的海賊，但CP0（CIPHER POL）從中介入導致自己創立的海賊團因而瓦解，本人亦因此被捕入獄，之後因黑鬍子闖入Level 6而趁機逃獄。最後被魯夫以「橡膠火拳槍」打敗，然而仍試圖炸掉所有軍艦，但其全力發出的砲彈被鷹眼給斬開最後喪生於海賊船的爆炸中。

賓克
聲優：島田敏（日本）；孫中台、錢欣郁〈童年時期〉（台灣）；待查詢、鄧潔麗〈童年時期〉（香港）
瓦爾德海賊團副船長，也是團裡的智囊，瓦爾德的兄長。持有各種各樣電話蟲的情報通，很快就知道瓦爾德越獄的消息並告知團員們。由於自己在年少時體質虛弱總是坐在瓦爾德的肩膀上，戰鬥力基本是0，曾經為了讓同伴脫身以致未能救援瓦爾德，因此扭曲瓦爾德的思想，後來差點被瓦爾德給除掉，最後喪生於海賊船的爆炸中。
卡拉姆
聲優：岩田光央（日本）；宋克軍（台灣）
瓦爾德海賊團戰鬥員，兼古洛塞亞迪號右側輪機員。超人系「立方果實」能力者，可以把任何物體都變成方塊形狀，並移動、堆積，武器是巨大的鐵鎚。三十年前當瓦爾德被捕後與賽巴斯汀、奈琴等人在躲避追捕的期間設計並製造古洛塞亞迪號。最後在與巴其一行人的戰鬥中被突如其來的漢考克以芳香腳打敗。

奈琴
聲優：水谷優子（日本）；許淑嬪（台灣）；鄧潔麗（香港）
瓦爾德海賊團船醫，兼古洛塞亞迪號左側輪機員。使用自編的中醫拳法，有很多以藥物命名的招術。通過藥物變得年輕，不用藥的話會回到68歲的模樣。三十年前當瓦爾德被捕後與賽巴斯汀、蓋拉姆在躲避追捕的期間設計並製造古洛塞亞迪號，最後被漢考克變成石像。

賽巴斯汀
聲優：樫井笙人（日本）；符爽（台灣）
瓦爾德海賊團戰鬥員，兼古洛塞亞迪號的門衛。鲉魚的魚巨人（魚人與巨人的混血），武器是裝有帶刺鐵球的鐵棍。因為身形較一般魚人大，所使出來的攻擊也比較巨大，因此會在招式名稱前加上一個（大）字。由於是由巨人和魚人的混血（魚人和巨人的混血叫做奧丁）所以一出生就是盲人（所以漢考克使出迷戀甘風才不會被石化）。三十年前當瓦爾德被捕後與奈琴、蓋拉姆在躲避追捕的期間設計並製造古洛塞亞迪號。，後來被魯夫用三檔橡膠巨人槍打飛後又被培羅娜以特大號悲觀鬼魂給攻擊。

## 音樂
主題曲
| 曲序 | 曲目       |                              | 作曲                           | 编曲 | 演唱 |
| ---- | ---------- | ---------------------------- | ------------------------------ | ---- | ---- |
| 1.   | Next Stage | Kenji Kabashima, SugayaBros. | leonn, Mitsuhiro Hidaka(Rap詞) | ats- | AAA  |

## 製作團隊
- 原作：尾田榮一郎
- 企劃：高木明梨須、狩野雄太
- 製片：寺本知資
- 腳本：上坂浩彦、中山智博、田中仁
- 製作人：藤岡和実
- 美術監督：本田修
- 美術設定：河野次郎
- 美術設定協力：吉池隆司
- 作畫監督：渡辺巧大
- 導演：伊藤尚往
- 製作協力：東映
- 製作：東映動畫、富士電視台

## 發行
影碟
- BD/DVD於2014年11月27日於日本地區發行。

小說
| 卷數 | JUMP j-BOOKS | JUMP j-BOOKS           | 東立出版社    | 東立出版社         |
| 卷數 | 發售日期     | ISBN                   | 發售日期      | ISBN               |
| ---- | ------------ | ---------------------- | ------------- | ------------------ |
| 全   | 2014年       | ISBN 978-4-08-703331-1 | 2017年6月12日 | ISBN 9789864863891 |

## 外部連結
- 《ONE PIECE》電視動畫已播映15周年紀念特別篇